# 트롤하우젠

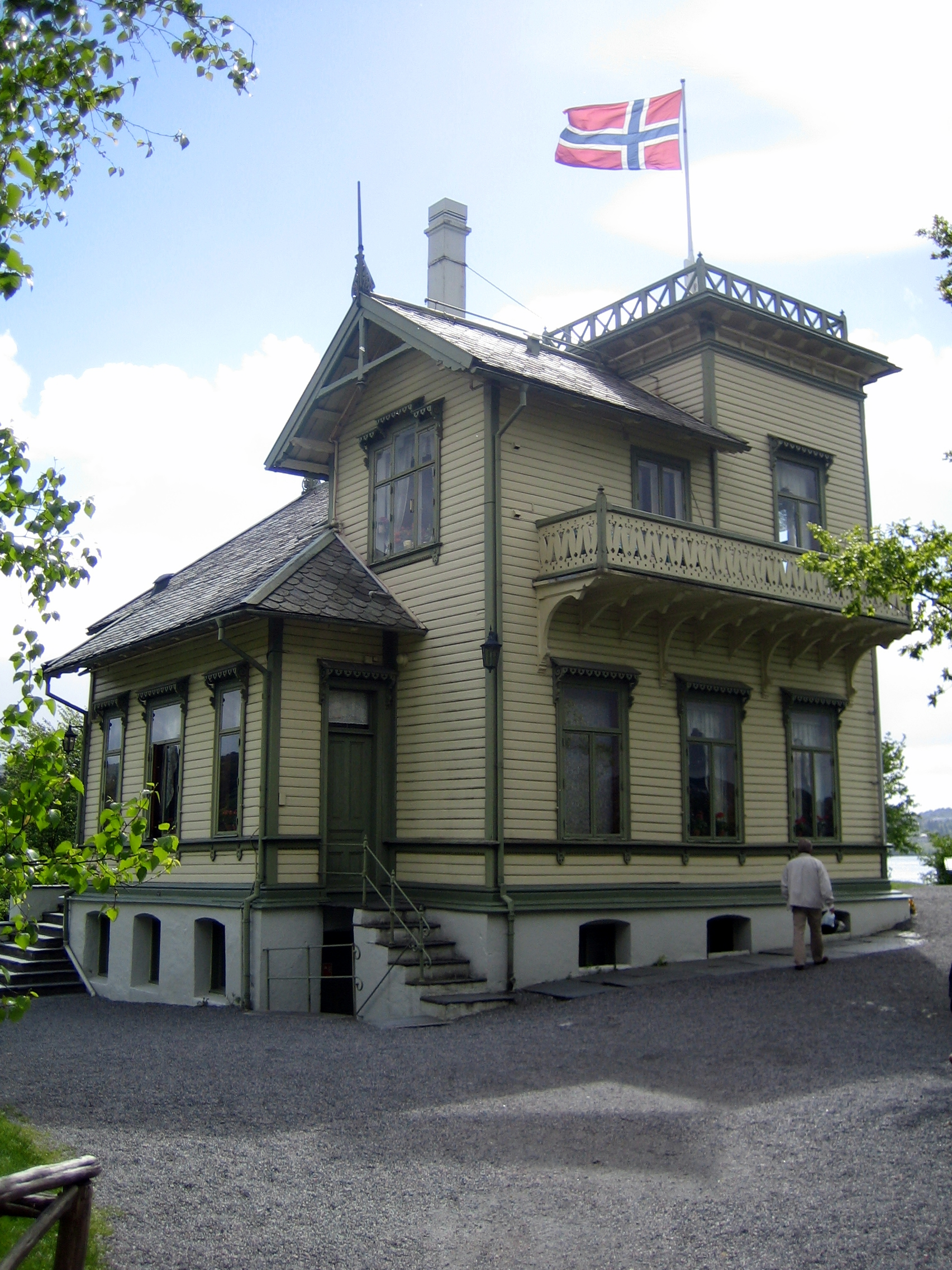
트롤하우젠 전경.

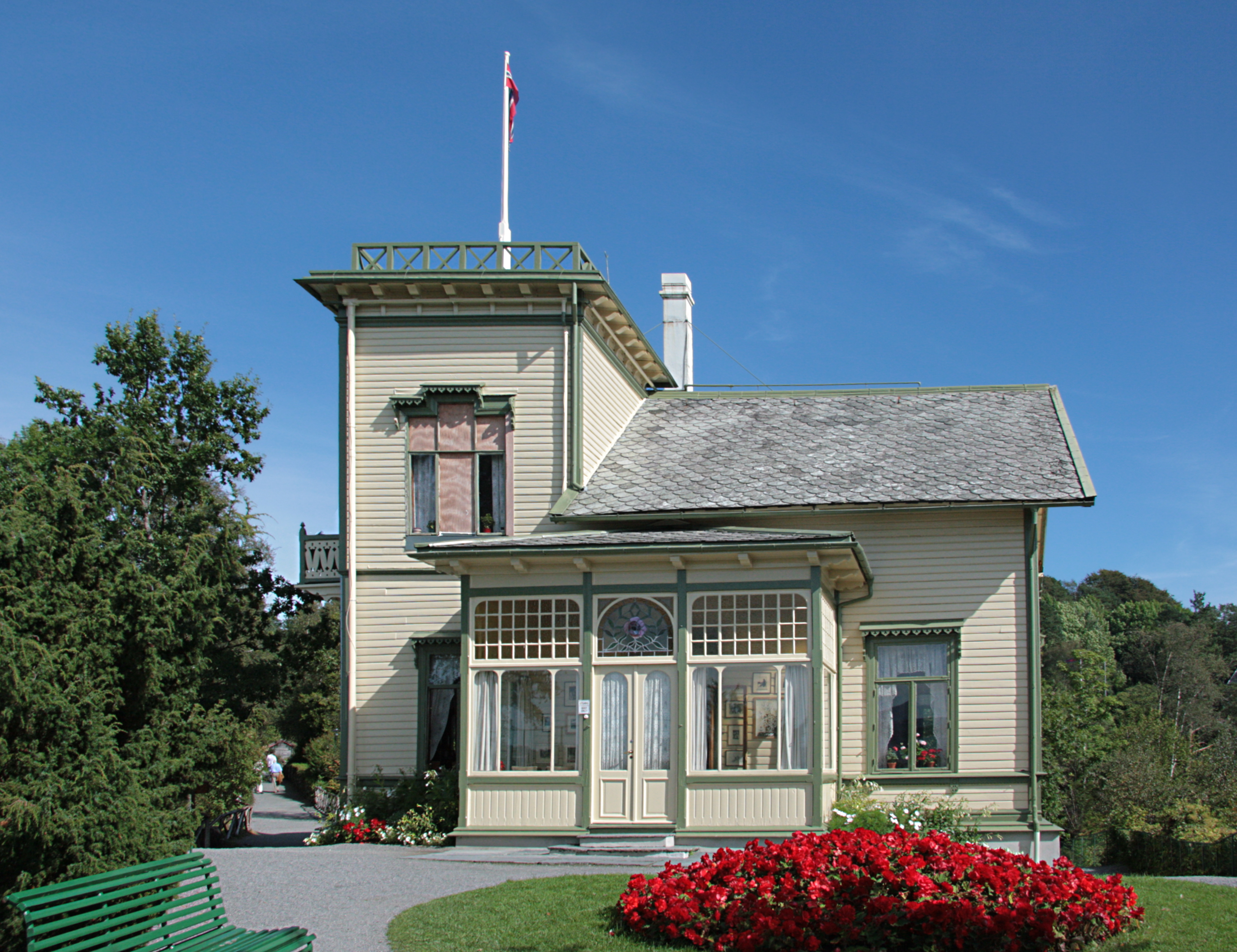
트롤하우젠 정면 출입구 전경.

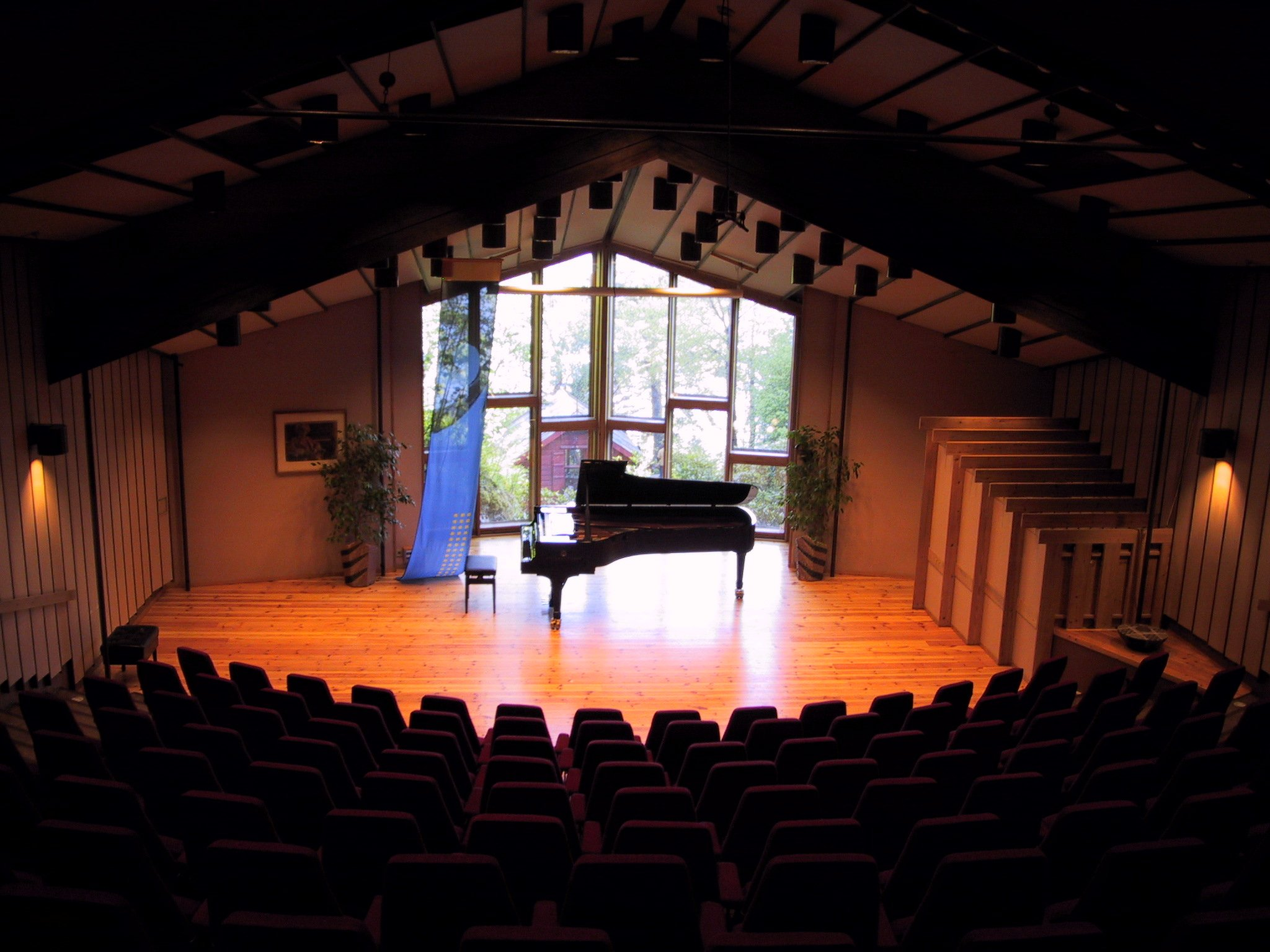
트롤하우젠의 단상

트롤하우젠(노르웨이어: Edvard Grieg Museum Troldhaugen, Troldhaugen)은 노르웨이의 작곡가인 에드바르 그리그와 그의 부인인 니나 그리그의 옛 주택으로 호르달란주 베르겐에 위치하고 있다. 그러나 해당 주택인 트롤하우젠은 에드바르 그리그만을 위한 박물관 및 별장과 더불어 음악을 작곡하였던 오두막은 물론 심지어는 그리그 부부의 묘지까지 모두 이루어져 있다. 또한 트롤하우젠은 KBS 1TV의 걸어서 세계속으로에서도 소개되기도 하였다.
트롤하우젠의 트롤은 보는 사람에 따라 선인과 악인으로 변하는 숲속의 요정으로 트롤 하우겐은 트롤이 살고 있는 언덕이란 뜻이다. 그리그가 사용했던 피아노, 악보, 가구 등이 전시되어 있다.

## 같이 보기
- 음악 박물관 목록(영어판)